# シルバーティアラ
シルバーティアラは、川崎近海汽船が運航しているフェリー。

## 概要
2018年6月開設予定の室蘭 - 宮古航路に転配されるシルバークイーンの代船として内海造船瀬戸田工場で建造され、2017年12月18日に進水した。2018年4月25日の苫小牧発便より八戸 - 苫小牧航路に就航。

## 設計
車両甲板は3層で、船首右舷および船尾にランプが設けられている。
シルバーフェリー歴代の所有就航船では初のスタンスラスタの装備及び2サイクルの主機を搭載し、客室設備ではエスカレータの設置をした
宅配便需要の増加を考慮し従来と比較し積載車両数はトラックを13台、乗用車を10台増加させた。また、女性一人客の増加を考慮し全客室の6割を個室とした。

## 船内
船内は「宝石のように凛と輝くティアラ」をイメージしたデザインで、快適性とプライバシーを重視した設計となっている。
本船では新たにビューシートが新設されたほか、2等寝台は1人用個室の2等寝台Aと、グループ向け階段式2段ベッドの2等寝台Bが設けられた。ビューシートは船首方に設けられた進行方向に向いた展望席で、津軽海峡フェリーの新造船に続く採用となった。このほか、ペットを連れた旅客向けに1等室（4名部屋）にペット同伴室、乳幼児を連れた旅客向けに女性専用の「あかちゃんルーム」が設けられている。
また、5・6甲板とも両舷後方の窓側通路は「プロムナード」として椅子・テーブル・共用テレビが設置される。
6甲板
- 特等室（4室）
  - ツインベッド・キングベッド各2室
- 2等多目的室（1室）
- 2等寝台
  - 2等寝台A72室、2等寝台B8室
- 1等室（18室）
  - 2名室10室、4名室4室、和室4室
- 展望浴室
- マッサージチェア

5甲板
- 特等室（2室）
- 1等室（10室）
  - 4名室4室、多目的和室2室（バリアフリー対応）、多目的洋室2室（バリアフリー対応）、ペット同伴室2室
- 2等室（9室）
  - 通常室4室・レディース2室・多目的室2室（バリアフリー対応）・赤ちゃんルーム1室
- エントランスホール（2層吹抜）
- 案内所
- 売店
- 自販機コーナー
- キッズルーム
- ゲームコーナー
- ペットルーム
- ドライバールーム（72室）
- ドライバーズサロン
- ドライバー浴室

### 船室
| クラス       | 部屋数            | 定員                 | 設備 |
| ------------ | ----------------- | -------------------- | --- |
| 特等室       | 2名×6室           | 12名                 | トイレ、洗面台、浴衣、歯ブラシ、シャンプー、浴室、寝具、バスタオル、 石鹸・タオル、スリッパ、キング又はツインベッド、机・椅子、テレビ、コンセント                                           |
| 1等室        | 2名×10室 4名×18室 | 92名                 | 洗面台、浴衣、歯ブラシ、寝具、石鹸・タオル、スリッパ、テレビ、座布団、 テーブル、コンセント、2段ベッド（4名定員室・ペット同伴室）、 ツインベッド（2名定員室）、ペットケージ（ペット同伴室） |
| ビューシート | 1室               | 18名 （2名定員×9席） | 読書灯、マットレス |
| 2等寝台A     | 1名×72室          | 72名                 | シングルベッド、読書灯、机・椅子、寝具、コンセント |
| 2等寝台B     | 8室               | 96名                 | 階段式2段ベッド、読書灯、寝具、ロッカー、コンセント |
| 2等室        | 10室              | 132名                | マットレス、ロッカー、共用コンセント、授乳室（赤ちゃんルームのみ） |
| ドライバー室 | 1名×72室          | 72名                 | シングルベッド、読書灯、机・椅子、寝具、コンセント |